# 수면계
수면계(水面計)는 수면의 위치를 재는 기구로, 수위표로 직접 수면을 재는 방법, 부표에 의한 방법, 전기적 방법 등이 있고, 실험용에는 포인트 게이지, 훅 게이지, 터치 표시기 등이 있다.

## 같이 보기
- 계량봉